# Gregorio del Pilar

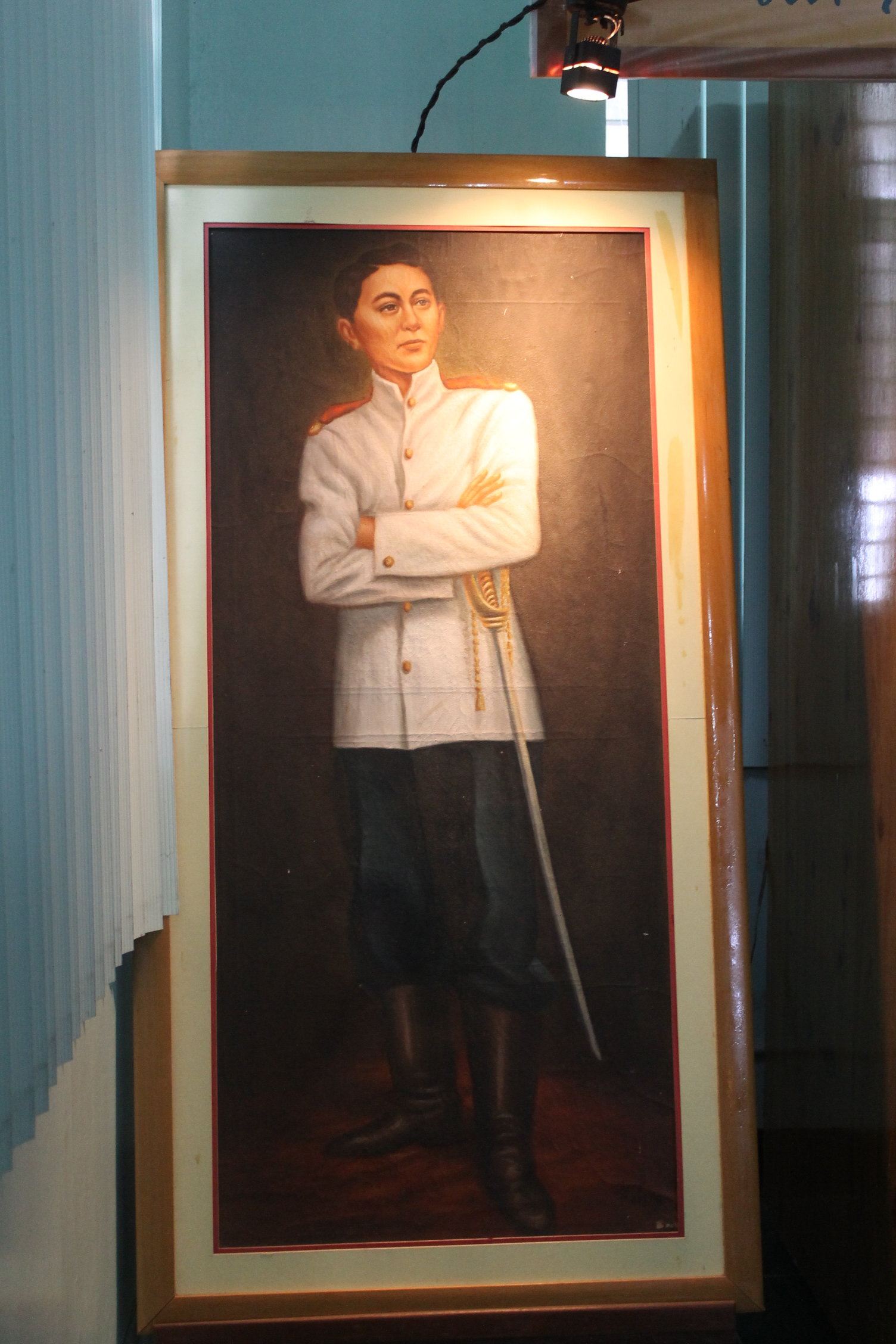
Portret van Gregorio del Pilar

Gregorio del Pilar (Bulacan, 14 november 1875 - Luzon, 2 december 1899) was de jongste en meest opvallende generaal van de troepen van de Filipijnse opstandelingen ten tijde van de Filipijnse revolutie en de Filipijns-Amerikaanse Oorlog. Hij werd wel de "boy general" genoemd vanwege zijn jonge leeftijd.
Del Pilar werd geboren als zoon van Fernando H. del Pilar en Felipa Sempio in Bulacan. Hij was de neef van Marcelo H. del Pilar en van Toribio del Pilar, die naar Guam werd verbannen voor zijn betrokkenheid bij de Cavite-muiterij in 1872.
"Goyong", zoals hij ook wel bekendstond, behaalde zijn Bachelor-diploma aan de Ateneo de Manila University in 1896, toen hij nog maar 20 jaar oud was. Toen de Filipijnse revolutie uitbrak tegen de Spaanse overheersing in augustus van dat jaar sloot Del Pilar zich aan bij de opstandelingen onder leiding van Andres Bonifacio. Hij onderscheidde zich daarbij als commandant bij gevechten tegen Spaanse troepen in Bulacan.
Nadat Emilio Aguinaldo de leiding van de opstandelingen had overgenomen werd het Pact van Biak-na-Bato gesloten. Aguinaldo, Del Pilar en anderen gingen in ballingschap naar Hongkong in ruil voor een grote som geld. Na terugkeer uit Hongkong werd Del Pilar door Aguinaldo benoemd als leider van de troepen in Bulacan en Nueva Ecija. Met behulp van in Hongkong gekochte geweren werden de Spanjaarden daar gedwongen zich over te geven aan Del Pilar. Daarna bracht hij zijn troepen naar Caloocan en Manilla er ondersteuning van andere opstandelingen.
Bij de uitbraak van de Filipijns-Amerikaanse Oorlog in 1899 leidde hij zijn troepen naar een kortstondige overwinning in de Slag bij Quingua op 23 april 1899. Bij het afslaan van een aanval door de cavalerie kwam bovendien een hoge officier van de Amerikanen, kolonel John M. Stotsenburg, om het leven.
Op 2 december leidde de toen 24-jarige generaal een 60 man grote groep opstandelingen in de Slag bij de Tiradpas die de aftocht van Emilio Aguinaldo en zijn troepen in de richting van de bergen moest dekken. Bij een 5 uur durende gevecht met het 33e Infanterie Regiment van de Amerikanen kwam Gregorio Del Pilar om het leven door een schot in zijn nek.
Het lichaam van Del Pilar werd enkele dagen later door een Amerikaanse officier, luitenant Dennis P. Quinlan, begraven. OIp zijn grafsteen schreef Quinlan: "an Officer and a Gentleman" (een officier en een heer).